# Linh kiện điện tử

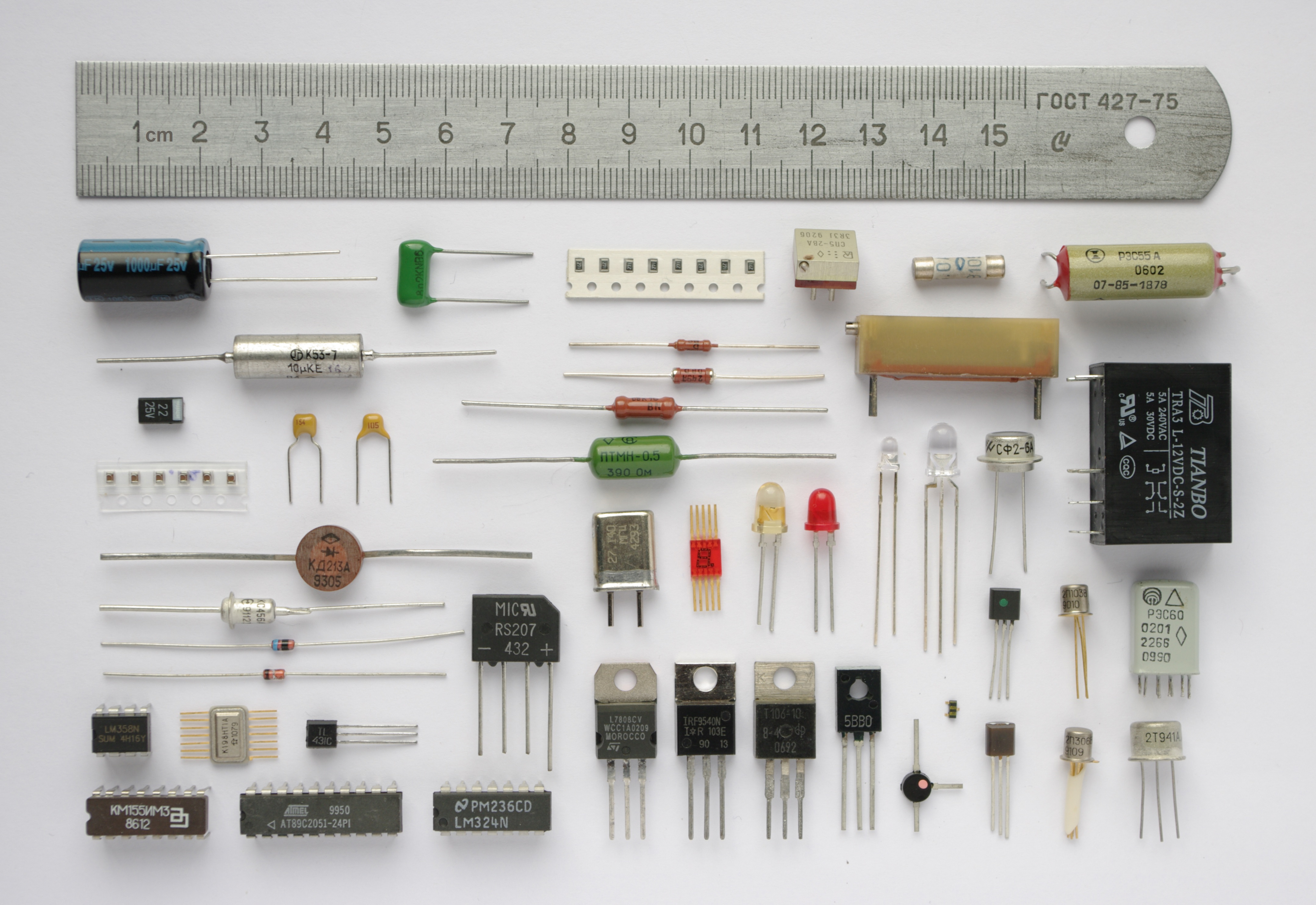
Linh kiện điện tử

Các linh kiện điện tử là các phần tử rời rạc cơ bản có những tính năng xác định được dùng cho ghép nối thành mạch điện hay thiết bị điện tử.

## Phân loại
Phân loại linh kiện điện tử có thể có nhiều tiêu chí khác nhau. Song với ý nghĩa phục vụ cho phân tích mạch và khả năng mô hình hoá thành mạch tương đương để tính toán được các tham số mà mạch điện thiết kế ra có thể đạt được, thì sự phân loại theo tác động tới tín hiệu điện được quan niệm là hợp lý nhất. Trong phân loại này thì bỏ qua tác động đến dòng nguồn nuôi DC nếu không có sự cần thiết phải ghi chú, như công suất lớn, toả nhiệt, gây nhiễu,...
- Linh kiện tích cực là loại tác động phi tuyến lên nguồn nuôi AC/DC để cho ra nguồn tín hiệu mới, trong mạch tương đương thì biểu diễn bằng một máy phát tín hiệu, như diode, transistor,...[1]
- Linh kiện thụ động không cấp nguồn vào mạch, nói chung có quan hệ tuyến tính với điện áp, dòng, tần số, như điện trở, tụ điện, cuộn cảm, biến áp,...[2]
- Linh kiện điện cơ tác động điện liên kết với cơ học, như thạch anh, relay, công tắc,...

Vì rằng không có vật liệu nào có tính năng vật lý lý tưởng và không có sự tuyến tính lý tưởng, nên những linh kiện như "điện trở điện áp" nằm vào giữa các phân loại hàn lâm.

## Linh kiện Tích cực

### Linh kiện bán dẫn

#### Diode
- Diode chỉnh lưu
- Diode Schottky: Diode có tiếp giáp kim loại-bán dẫn và cho ra điện áp rơi phân cực thuận thấp
- Diode Zener: Diode ổn áp.
- Diode TVS (Transient voltage suppression diode): Diode dùng cho mạch hạn chế điện áp.
- Varicap hay Varactor: Diode biến dung dùng làm tụ điện.
- LED (Light-emitting diode): Diode phát sáng.
- laser: (LD)-laser diode- Diode phát quang nhờ bức xạ cưỡng bức.
- Photodiode: Diode quang (cảm quang).
  - Avalanche photodiode: Diode quang làm việc ở miền gần đánh thủng.
  - Pin mặt trời, photovoltaic cell, PV array hoặc panel: biến ánh sáng thành điện tích.
- DIAC, Diode Trigger (SIDAC) – thường dùng cho khởi SCR
- Diode ổn dòng (Constant-current): ít dùng.
- Bơm nhiệt điện (Peltier cooler) – một loại bơm nhiệt bán dẫn (semiconductor heat pump)

#### Transistor
- Transistor:

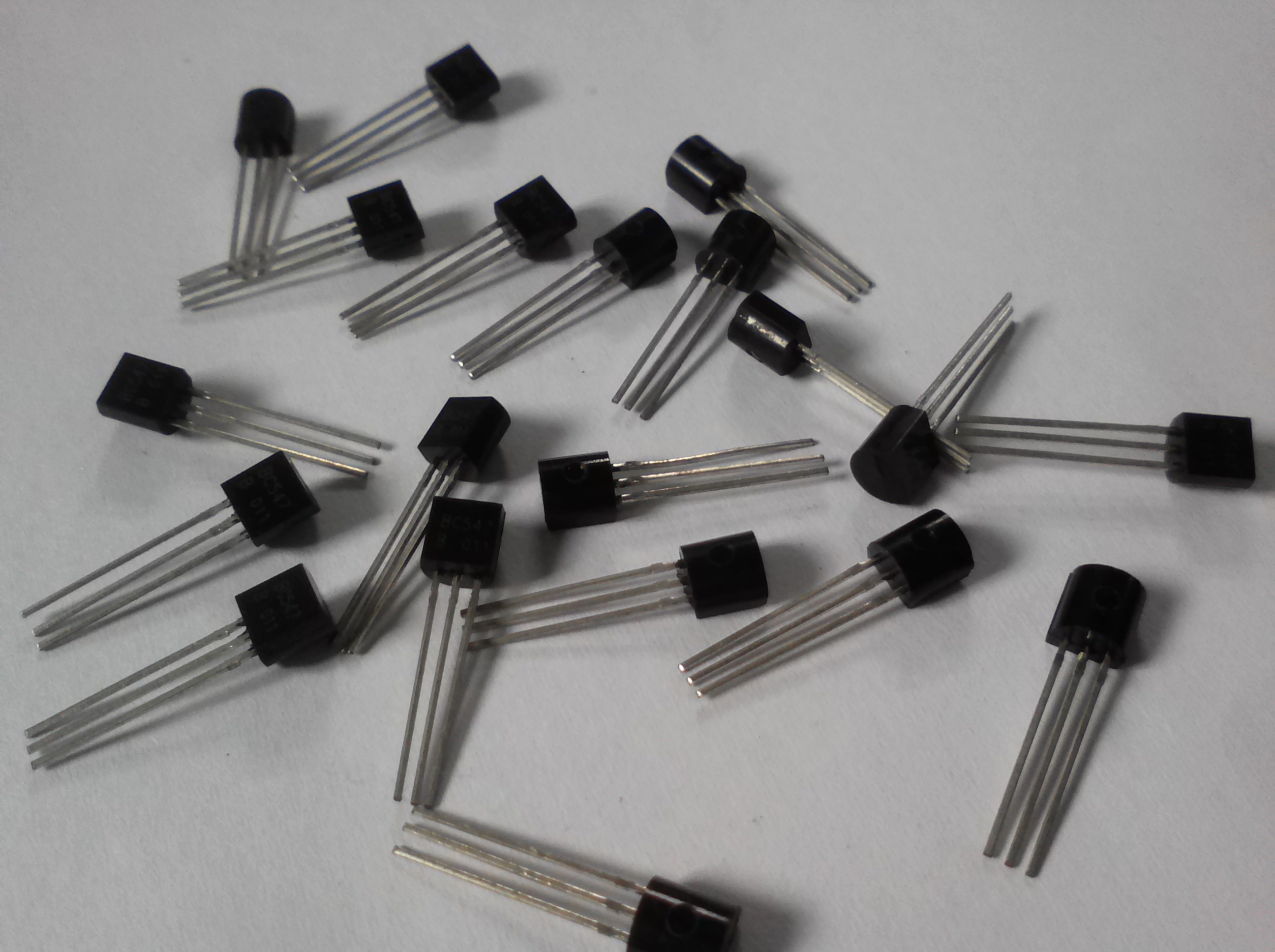
Một loại transistor

  - Transistor lưỡng cực (BJT, hoặc gọn là "transistor") – NPN hoặc PNP
  - Phototransistor: transistor có cửa sổ ở vỏ để ánh sáng chiếu được vào base, dùng như Photodiode
  - Transistor Darlington, Sziklai pair (complementary Darlington) – NPN hoặc PNP: transistor ghép.
  - IGBT (Insulated-gate bipolar transistor): transistor có cực điều khiển cách ly.
- Transistor hiệu ứng trường hoặc transistor trường (FET, Field-effect transistor):
  - JFET (Junction Field-Effect Transistor) kênh N hoặc P
  - MOSFET (Metal Oxide Semiconductor FET) kênh N hoặc P
  - MESFET (MEtal Semiconductor FET)
  - HEMT (High electron mobility transistor)
- Thyristor:
  - SCR (Silicon-controlled rectifier hay Thyristor)
  - TRIAC (TRIode for Alternating Current) – Bidirectional SCR
  - UJT (Unijunction transistor)
  - Programmable Unijunction transistor (PUT)
  - SIT (Static induction transistor)
  - SITh (Static induction thyristor)

#### Mạch tích hợp
- IC Digital
- IC Analog
- Các modul chế sẵn: modul cấp nguồn, modul tần số chuẩn, modul hiển thị,...
- Cảm biến hiệu ứng Hall – cảm biến từ trường (Hall effect sensor)

Đèn Nixie

### Quang điện tử, hiển thị
- Opto-Isolator, Photocoupler, Optocoupler
- Opto switch, Opto interrupter, Optical switch, Optical interrupter, Photo switch, Photo interrupter
- CRT (Cathode ray tube)
- LCD (preformed characters, dot matrix) (passive, TFT)
- Neon (individual, 7 segment display, Nixie), phần lớn đã lỗi thời.
- LED (individual, 7 segment display, starburst display, dot matrix)
- Flap indicator (numeric, preprinted messages)
- Màn hình plasma (dot matrix)

### Đèn điện tử chân không
- Các đèn (ống điện tử) đã lỗi thờiː Diode, Triode, Tetrode, Pentode, Hexode, Pentagrid, Octode,...
- Đèn vi sóng (Microwave)
  - Klystron: đèn khuếch đại vi sóng công suất cực lớn, dùng ở trạm phát/chuyển tiếp sóng trong phát thanh hoặc thông tin liên lạc, kể cả liên lạc với vệ tinh.
  - Magnetron: đèn phát vi sóng, ví dụ trong lò vi sóng.
  - Đèn Traveling-wave
- Đèn quang điện (Phototube), Photodiode: cảm quang, hiện dùng trong phát hiện ánh sáng cực yếu, cỡ vài photon.
- Đèn nhân quang điện (Photomultiplier tube, PMT): cảm quang có kèm dynode để khuếch đại.
- Vacuum fluorescent display (VFD) – một dạng màn hiện CRT không quét cỡ nhỏ, đã lỗi thời.
- Đèn phát tia X: dùng ở máy chiếu X-quang trong y tế, phân tích hóa,...

### Điện trở

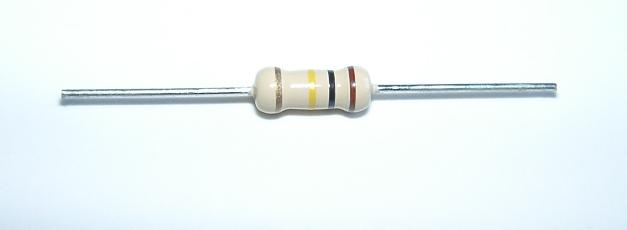
Hình ảnh bên ngoài của một điện trở